# Atletiek op de Paralympische Zomerspelen 2024 - 100 m mannen T11
De 100 meter voor mannen klasse T11 op de Paralympische Zomerspelen 2024 vond plaats op 2 september (series & halve finales) en 3 september (finale) in het Stade de France. Deze klasse is voor blinde atleten die volledig blind zijn of licht waarnemen, maar niet in staat zijn om de vorm van een hand op enige afstand te zien. T11 atleten lopen meestal met een gids. De winnaar van 2020 was Athanasios Ghavelas die in 2024 zijn titel wist te prolongeren. de Fransman Timothée Adolphe behaalde het zilver en Di Dongdong uit China won de bronzen medaille.

## Records
Voorafgaand aan het toernooi waren dit de wereldrecords en Paralympische records.
| Wereldrecord        | Griekenland Athanasios Ghavelas | 10.82 | Tokio | 2 september 2021 |
| Paralympisch record | Griekenland Athanasios Ghavelas | 10.82 | Tokio | 2 september 2021 |

## Series
De winaars van de series kwalificeerden zich direct voor de halve finales. Van de overgebleven atletes kwalificeerden bovendien de snelste zich voor de halve finale.

#### Serie 1
| Rang | Baan | Naam                                   | Naam | Tijd  | Bijz. |
| ---- | ---- | -------------------------------------- | ---- | ----- | ----- |
| 1    | 7    | Timothée Adolphe Charles Renard (gids) | FRA  | 11.19 | Q     |
| 2    | 5    | Ye Tao Tian Haoyu (gids)               | CHN  | 11.56 | q     |
| 3    | 3    | Daniel Silva Wendel Silva (gids)       | BRA  | 11.73 | SB    |

### Serie 2
| Rang | Baan | Naam                                             | Naam | Tijd  | Bijz. |
| ---- | ---- | ------------------------------------------------ | ---- | ----- | ----- |
| 1    | 5    | Athanasios Ghavelas Ioannis Nyfantopoulos (gids) | GRE  | 11.16 | Q     |
| 2    | 7    | Guillaume Atangana Israel Harrison (gids)        | RPT  | 11.40 | q, PB |
| 3    | 3    | Chris Kinda Riwaldo Goagoseb (gids)              | NAM  | 11.57 |       |

### Serie 3
| Rang | Baan | Naam                                    | Naam | Tijd  | Bijz. |
| ---- | ---- | --------------------------------------- | ---- | ----- | ----- |
| 1    | 5    | Di Dongdong Lian Jiageng (gids)         | CHN  | 11.24 | Q     |
| 2    | 3    | Eduardo Uceda Diego Folgado (gids)      | ESP  | 11.37 | q, PB |
| 3    | 7    | Gauthier Makunda Joachim Berland (gids) | FRA  | 12.06 |       |

### Serie 4
| Rang | Baan | Naam                                     | Naam | Tijd  | Bijz. |
| ---- | ---- | ---------------------------------------- | ---- | ----- | ----- |
| 1    | 7    | Enderson Santos Eubrig Maza (gids)       | VEN  | 11.32 | Q     |
| 2    | 3    | Marcel Böttger Alexander Kosenkow (gids) | GER  | 11.34 | q     |
| 3    | 5    | Joan Munar Guillermo Rojo (gids)         | ESP  | 11.61 | q, PB |
| 4    | 1    | Grâce Mouambako Sharon Loussanga (gids)  | CGO  | 12.07 |       |

### Serie 5
| Rang | Baan | Naam                                             | Naam | Tijd  | Bijz. |
| ---- | ---- | ------------------------------------------------ | ---- | ----- | ----- |
| 1    | 5    | Ananias Shikongo Even Tjiviju (gids)             | NAM  | 11.39 | Q     |
| 2    | 7    | Urganchbek Egamnazarov Sardor Bakhtiyorov (gids) | UZB  | 11.68 | q, PB |
| 3    | 1    | Felipe Gomes Jonas Silva (gids)                  | BRA  | 11.69 |       |
| 4    | 3    | Mama Bari Klisman Semedo (gids)                  | GBS  | 12.69 | SB    |

## Halve finales
De winaars van de series kwalificeerden zich direct voor de finale. Van de overgebleven atletes kwalificeerde bovendien de snelste zich voor de finale.

### Halve finale 1
| Rang | Baan | Naam                                             | Naam | Tijd  | Bijz. |
| ---- | ---- | ------------------------------------------------ | ---- | ----- | ----- |
| 1    | 3    | Athanasios Ghavelas Ioannis Nyfantopoulos (gids) | GRE  | 11.08 | Q, SB |
| 2    | 7    | Eduardo Uceda Diego Folgado (gids)               | ESP  | 11.34 | SB    |
| 3    | 5    | Marcel Böttger Alexander Kosenkow (gids)         | GER  | 11.36 |       |
| 4    | 1    | Urganchbek Egamnazarov Sardor Bakhtiyorov (gids) | UZB  | 11.75 |       |

### Halve finale 2
| Rang | Baan | Naam                                   | Naam | Tijd  | Bijz. |
| ---- | ---- | -------------------------------------- | ---- | ----- | ----- |
| 1    | 3    | Timothée Adolphe Charles Renard (gids) | FRA  | 11.11 | Q     |
| 2    | 5    | Ananias Shikongo Even Tjiviju (gids)   | NAM  | 11.18 | q, SB |
| 3    | 7    | Ye Tao Tian Haoyu (gids)               | CHN  | 11.50 |       |
| 4    | 1    | Joan Munar Guillermo Rojo (gids)       | ESP  | 11.61 | PB    |

### Halve finale 3
| Rang | Baan | Naam                                      | Naam | Tijd  | Bijz. |
| ---- | ---- | ----------------------------------------- | ---- | ----- | ----- |
| 1    | 3    | Di Dongdong Lian Jiageng (gids)           | CHN  | 11.13 | Q, SB |
| 2    | 5    | Enderson Santos Eubrig Maza (gids)        | VEN  | 11.27 | PB    |
| 3    | 7    | Guillaume Atangana Israel Harrison (gids) | RPT  | 11.49 |       |
| 4    | 1    | Chris Kinda Riwaldo Goagoseb (gids)       | NAM  | 11.60 |       |

## Finale
| Rang   | Baan | Naam                                             | Naam | Tijd  | Bijz. |
| ------ | ---- | ------------------------------------------------ | ---- | ----- | ----- |
| Goud   | 5    | Athanasios Ghavelas Ioannis Nyfantopoulos (gids) | GRE  | 11.02 | SB    |
| Zilver | 3    | Timothée Adolphe Charles Renard (gids)           | FRA  | 11.05 | SB    |
| Brons  | 7    | Di Dongdong Lian Jiageng (gids)                  | CHN  | 11.08 | SB    |
| 4      | 1    | Ananias Shikongo Even Tjiviju (gids)             | NAM  | 11.17 | SB    |